# Lokala Nyheter Örebro
Lokala Nyheter Örebro (tidigare SVT Nyheter Örebro) är Sveriges Televisions lokala nyhetsprogram för Örebro län.

## Historik
Sveriges Radio hade på prov sänt det regionala nyhetsprogrammet Bergslagsnytt från Örebro våren 1973, men det lades ner efter försöksperioden. Istället skulle det dröja till 1986 innan Örebro län fick permanent täckning för regionala TV-nyheter i form av Tvärsnytt som även riktades mot Värmlands län, Västmanlands län och norra Södermanlands län. Efter ändringar och en delning av sändningsområdet blev Tvärsnytt regionalt nyhetsprogram för Örebro län och Västmanlands län. Tvärsnytts huvudsändning hade från 2008 en edition för Västmanlands län kallad Västmanlandsnytt.
Den 13 april 2015 genomfördes en större omorganisation av SVT:s lokala nyhetsutbud. Den innebar att Tvärsnytt delades i två regioner: SVT Nyheter Örebro och SVT Nyheter Västmanland.
I augusti 2017 ändrades namnet till Lokala Nyheter Örebro.
I maj 2019 meddelades det att utsändningen av lokala nyheter från Örebro skulle upphöra som en del av en omorganisation. De sista sändningarna från Örebro gjordes den 29 november 2019. Nyhetsredaktionen blev kvar, men utsändningen gjordes efter detta från Göteborg med programledare i Karlstad.

## Redaktionschef
- Linda Hermansson, 2015–2023[4]
- Andreas Nilsson, 2023[5]–